# Hiroshi Nagai
Pour les articles homonymes, voir Nagai (homonymie).
 (février 2024).
La mise en forme du texte ne suit pas les recommandations de Wikipédia : il faut le « wikifier ».
Les points d'amélioration suivants sont les cas les plus fréquents. Le détail des points à revoir est peut-être précisé sur la page de discussion.
- Les titres sont pré-formatés par le logiciel. Ils ne sont ni en capitales, ni en gras.
- Le texte ne doit pas être écrit en capitales (les noms de famille non plus), ni en gras, ni en italique, ni en « petit »…
- Le gras n'est utilisé que pour surligner le titre de l'article dans l'introduction, une seule fois.
- L'italique est rarement utilisé : mots en langue étrangère, titres d'œuvres, noms de bateaux, etc.
- Les citations ne sont pas en italique mais en corps de texte normal. Elles sont entourées par des guillemets français : « et ».
- Les listes à puces sont à éviter, des paragraphes rédigés étant largement préférés. Les tableaux sont à réserver à la présentation de données structurées (résultats, etc.).
- Les appels de note de bas de page (petits chiffres en exposant, introduits par l'outil «  Source ») sont à placer entre la fin de phrase et le point final[comme ça].
- Les liens internes (vers d'autres articles de Wikipédia) sont à choisir avec parcimonie. Créez des liens vers des articles approfondissant le sujet. Les termes génériques sans rapport avec le sujet sont à éviter, ainsi que les répétitions de liens vers un même terme.
- Les liens externes sont à placer uniquement dans une section « Liens externes », à la fin de l'article. Ces liens sont à choisir avec parcimonie suivant les règles définies. Si un lien sert de source à l'article, son insertion dans le texte est à faire par les notes de bas de page.
- La présentation des références doit suivre les conventions bibliographiques. Il est recommandé d'utiliser les modèles {{Ouvrage}}, {{Chapitre}}, {{Article}}, {{Lien web}} et/ou {{Bibliographie}}. Le mode d'édition visuel peut mettre en forme automatiquement les références.
- Insérer une infobox (cadre d'informations à droite) n'est pas obligatoire pour parachever la mise en page.

Pour une aide détaillée, merci de consulter Aide:Wikification.
Si vous pensez que ces points ont été résolus, vous pouvez retirer ce bandeau et améliorer la mise en forme d'un autre article.
Hiroshi Nagai (japonais : 永井博, né le 22 décembre 1947) est un graphiste et illustrateur japonais. Il est connu pour ses couvertures d'albums city pop dans les années 1980, qui ont établi l'esthétique visuelle reconnaissable associée à ce genre musical,,,.

## Biographie
Hiroshi Nagai est né le 22 décembre 1947 dans la préfecture de Tokushima, au Japon., Initié à l'art par son père,Hiroshi Nagai s'installa à Tokyo, où il tenta de rejoindre une école d'art, mais il en fut renvoyé. Après une visite aux États-Unis et à Guam, en 1975, il fut impressionné par différents paysages qui devinrent très vite sa signature stylistique. S'intéressant au pop art, il s'inspira de l'artiste anglais David Hockney. L'Americana devint également un élément clé de son art.
À partir des années 1980, il crée des illustrations de paysages exotiques et ensoleillés, comme en témoignent les pochettes de albums A Long Vacation et Niagara Song Book d'Eiichi Otaki. .
Le travail de Nagai a eu une influence réelle sur le style vaporwave et a acquis une plus grande notoriété au début des années 2020, en partie grâce à YouTube. En 2022, le site d'actualité américain BroadwayWorld l'a nommé « artiste de légende ».